# دکترا

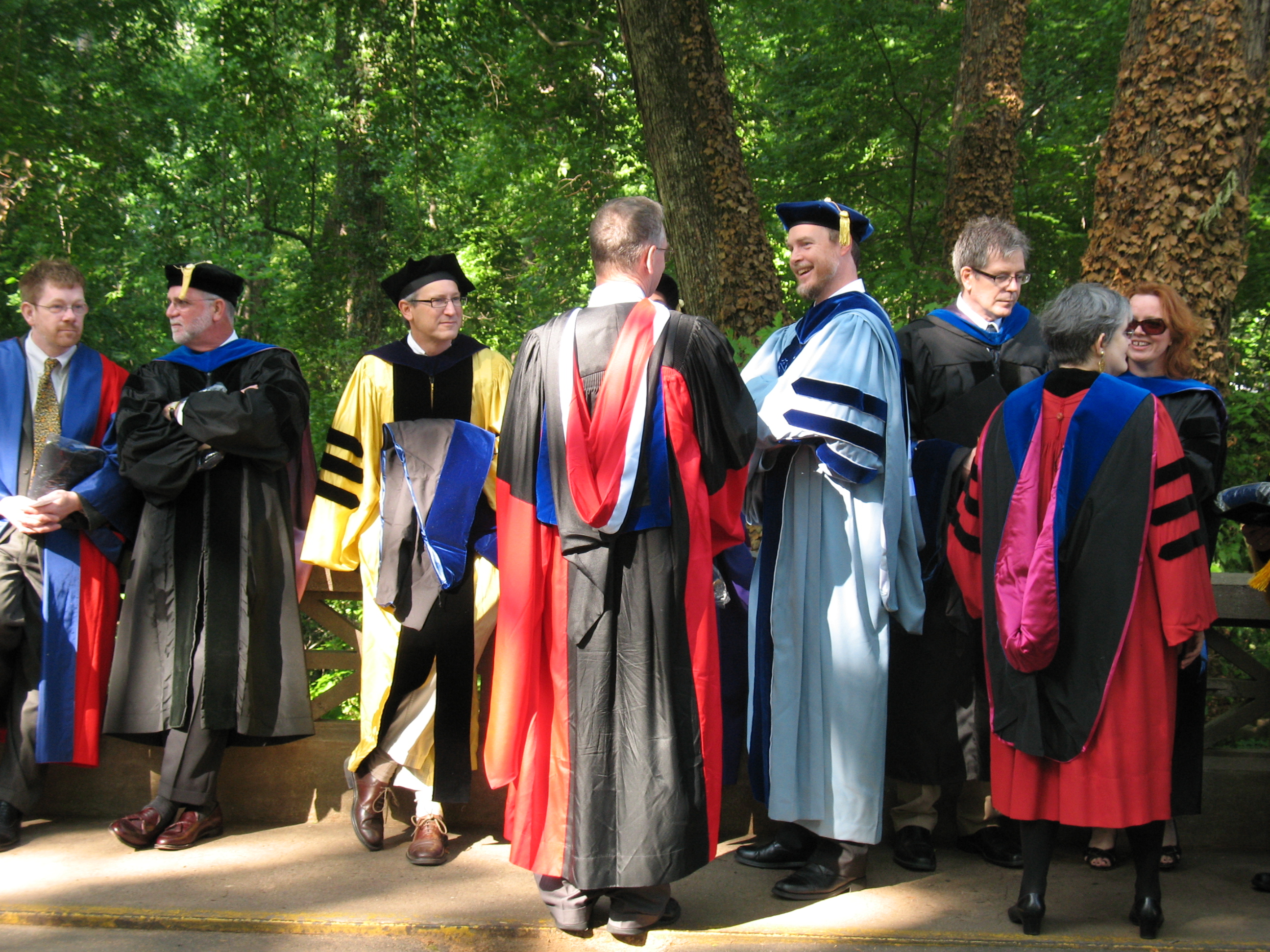
مراسم فارغ‌التحصیلی دکتری در دانشگاه اِموری، ایالت جورجیا، ایالات متحدهٔ آمریکا

دکترا (به فرانسوی: Doctorat) واژه‌ای فرانسوی است که از لاتین برگرفته شده و به‌معنای درجه یا مقام نظریه‌پردازِ صاحب‌نظر است، «دکتری» مرکب است از واژهٔ فرانسویِ «دکتر» (به فرانسوی: Docteur) به‌معنای صاحب‌نظر به‌اضافهٔ پسوند اسم‌سازِ فارسی، و معنای «درس دادن» یا «پژوهنده بودن» است.
ازنظر دستوری، ترکیب «دکتر» و «دکتری» مانند ترکیب «استاد» و «استادی» است. باوجود اختلاف معنایی، به باور ابوالحسن نجفی، واژهٔ «دکتری» که از واژهٔ بیگانهٔ «دکتر» گرفته شده و تابع قواعد فارسی شده‌است، بر «دکترا» رجحان دارد.
پی اچ دی یا همان دکترای فلسفی (دکترا در فلسفه علم) بالاترین مدرک دانشگاهی است که توسط دانشگاه‌ها ارایه می‌شود. متخصصان سلامت که مدارک تحصیلی کارشناسی دریافت می‌کنند در واقع دکتر نیستند. مدرک دکترای پزشکی (ام دی) یک مدرک حرفه ای است که در دانشگاه‌های آمریکای شمالی بخشی از دوره تحصیلات تکمیلی (graduate faculties) نیست. در رشته‌های حقوق هم در آمریکای شمالی مدرک مشابهی به نام جی دی اعطا می‌شود که در واقع هر دو مدرک ام دی و جی دی در واقع مدرک کارشناسی است. تنها مدرکی که پس از دوره کارشناسی می‌تواند اعطا شود مدرک کارشناسی ارشد است و نه مدرک دکترا. مدرک دکترا (پی اچ دی) مدرکی است که یک شخص می‌تواند پس از کارشناسی ارشد دریافت کند. مدرک پی اچ دی به شخص این اجازه را می‌دهد که از عنوان دکتر استفاده کند. پی اچ دی به‌طور متوسط نیازمند شش تا هشت سال تحصیل مداوم و سخت‌کوشانه پس از دریافت مدرک کارشناسی است.
دریافت پی اچ دی در رشته‌های پزشکی معمولاً ۴ سال بعد از دورهٔ دکترای حرفه‌ای و در رشته‌های فنی مهندسی، علوم پایه و علوم انسانی، کسب دانشنامه (مدرک) در مقطع دکترای تخصصی معمولاً نیازمند بین ۴ سال تحصیل و پژوهش پس از دورهٔ کارشناسی ارشد و ارائهٔ یک نوآوری در قالب پایان‌نامهٔ دورهٔ دکتری تخصصی است که رساله نامیده می‌شود.

## تحصیل در دوره دکتری در ایران
دوره دکتری تخصصی به دو شکل در ایران برگزار می‌شود :
1. دکتری آموزشی ـ پژوهشی
2. دکتری پژوهش‌محور

دکتری آموزشی-پژوهشی (دوره‌ای که بیشترین رقابت برای آن صورت می‌گیرد)، دوره‌ای است که محتوای برنامه آن مشتمل بر واحدهای درسی و گذراندن پایان‌نامه است.
دکتری پژوهش‌محور، دوره‌ای با محوریت پژوهش است که دستاورد آن منجر به ارائه فناوری جدید، ارائه نظریه و ایده جدید، تولید دانش فنی و ثبت اختراع و … می‌شود و مشتمل بر اخذ واحدهای درسی محدود و الزام به ارائهٔ پایان‌نامه است.
بر اساس آیین‌نامه آموزشی مقطع دکتری تخصصی، تعداد واحدهای درسی دوره دکتری آموزشی – پژوهشی ۳۶ واحد است که از این تعداد، ۱۲ تا ۱۸ واحد آموزشی و ۱۸ تا ۲۴ واحد پژوهشی است و دانشجو باید در هر نیم‌سال تحصیلی حداقل ۶ و حداکثر ۱۰ واحدِ درسی انتخاب کند.
البته در شیوه‌نامهٔ مقطع دکتری تخصصی دانشگاه آزاد ۱۵ تا ۱۸ واحد درسی و ۱۸ تا ۲۱ واحد پژوهشی در نظر گرفته شده‌است.
در دوره دکتری پژوهش‌محور تنها ۳ تا ۸ واحد درسی ارائه می‌شود و ۲۸ تا ۳۳ واحد به رساله اختصاص دارد. در این دوره نیز، مجموع واحدهای اصلی و پایان‌نامه ۳۶ واحد است.
موضوع رساله دکتری همواره دغدغه بسیاری از دانشجویان این مقطع بوده و انتخاب موضوع رساله دکتری می‌تواند فرآیندی پیچیده و نیازمند زمان باشد.
جهت انتخاب موضوع رساله دکتری، نکات زیر مهم هستند:
1. انتخاب موضوعی که برای شما جذاب است.
2. انتخاب موضوعی که با علایق، تجربیات و توانایی‌های شما سازگار است.
3. بررسی صحت پژوهش‌های انجام شده در زمینه مورد نظر و بررسی شکاف‌های روش‌شناسی و فنی آنها.
4. بررسی نوآوری موضوع و مقدار ارزش‌افزوده آن در علم زمینه رساله.
5. مشاوره با استاد راهنمایی، استادان مورد علاقه و افرادی که در همین زمینه تحقیق می‌کنند.
6. رعایت استانداردهای تحقیقاتی و اخلاقی به هنگام پژوهش.

نکته: همچنین باید برای رسالتان یک فرضیه قابل بررسی مطرح کرده و با استفاده از شواهد و مدارک، این فرضیه را تأیید یا رد کنید 

### نحوه پذیرش دکتری در ایران
در ایران بخش عمده‌ای از پذیرش در دوره دکتری از طریق برگزاری آزمون دکتری تخصصی توسط وزارت علوم، تحقیقات و فناوری و وزارت بهداشت، درمان و آموزش پزشکی صورت می‌گیرد. البته وزارت علوم علاوه بر پذیرش از طریق آزمون، از طریق آیین‌نامه پذیرش دکتری بدون آزمون که ویژه داوطلبان استعدادهای درخشان است نیز اقدام به پذیرش دانشجو می‌نماید.

## پس از دکترا (پسا دکترا)
گذراندن دوره‌های پس از دکتری تخصصی، که دوره‌های پسادکترا (Post Doctorat)-پست داک، فرا دکتری، فوق دکتری- نامیده می‌شوند..

## دکترا در فرهنگ ایتالیا
در ایتالیا طبق قانون مصوبه ۲۰۰۴ م دانش‌آموختگان دانشگاه را دکتر (دوتوره / Dottore) خطاب می‌کنند. مدرک کارشناس «dottore»، مدرک کارشناس ارشد «dottore magistrale» و مدرک دکترای رایج و قابل مقایسه با کشورهای دیگر جهان را «dottorato di ricerca» می‌نامند. دانش‌آموخته گان دوران قبل از این قانون که دوره‌های دانشگاهی آنان ۴ تا ۵ ساله بوده می‌توانند طبق روال قدیم خود را «dottore magistrale» بنامند. ر ک ← Bologna Process